# Ghana na Letnich Igrzyskach Paraolimpijskich 2012
Ghanę na Letnich Igrzyskach Paraolimpijskich 2012 w Londynie reprezentowało 4 zawodników. Był to trzeci start reprezentacji Ghany na Letnich igrzyskach paraolimpijskich.

## Kadra

### Kolarstwo
Mężczyźni
| Zawodnik    | Konkurencja                         | Finał    | Finał   |
| Zawodnik    | Konkurencja                         | Wynik    | Pozycja |
| ----------- | ----------------------------------- | -------- | ------- |
| Mumuni Alem | Wyścig ze startu wspólnego (C1-2-3) | DNF      | DNF     |
| Mumuni Alem | Jazda na czas (C2)                  | 32:49.56 | 16.     |

### Lekkoatletyka
Mężczyźni
| Zawodnik      | Konkurencja | Kwalifikacje | Kwalifikacje | Finał | Finał   |
| Zawodnik      | Konkurencja | Wynik        | Pozycja      | Wynik | Pozycja |
| ------------- | ----------- | ------------ | ------------ | ----- | ------- |
| Nkegbe Botsyo | 100 m (T54) | 15.52        | 7.           | NQ    | NQ      |

Kobiety
| Zawodniczka    | Konkurencja | Finał | Finał   |
| Zawodniczka    | Konkurencja | Wynik | Pozycja |
| -------------- | ----------- | ----- | ------- |
| Anita Fordjour | 100 m (T53) | 18.91 | 7.      |
| Anita Fordjour | 200 m (T53) | 34.31 | 7.      |

### Podnoszenie ciężarów
Mężczyźni
| Zawodnik     | Kategoria  | Wynik  | Pozycja |
| ------------ | ---------- | ------ | ------- |
| Charles Teye | do 67,5 kg | 140 kg | 9.      |